# Ālvātān
Ālvātān (persiska: آلواتان) är en ort i Iran.   Den ligger i provinsen Västazarbaijan, i den nordvästra delen av landet, 500 km väster om huvudstaden Teheran. Ālvātān ligger 1 570 meter över havet och antalet invånare är 977.
Terrängen runt Ālvātān är huvudsakligen kuperad, men åt sydost är den bergig. Runt Ālvātān är det ganska tätbefolkat, med 80 invånare per kvadratkilometer. Ālvātān är det största samhället i trakten. Trakten runt Ālvātān består i huvudsak av gräsmarker.